# مقاطعة لي (كارولينا الجنوبية)
مقاطعة لي هي مقاطعة في كارولينا الجنوبية، تتبع كارولاينا الجنوبية، بلغ عدد سكانها 19٬220  نسمة، في 2010، عاصمتها بيشوبفيل، تبلغ مساحتها 1٬065 كيلومتر مربع.

## الموقع
تشترك في الحدود مع:
- مقاطعة دارلينجتون (كارولاينا الجنوبية)
- مقاطعة سومتر (كارولينا الجنوبية)
- مقاطعة فلورنسا (كارولاينا الجنوبية)
- مقاطعة كيرشاو (كارولاينا الجنوبية).

## التقسيمات الإدارية
- بيشوبفيل.